# Johann Samuel König
Pour les articles homonymes, voir König.
Johann Samuel König (également orthographié Kœnig), né le 31 juillet 1712 à Büdingen, mort le 21 août 1757 à Zuilenstein, est un mathématicien allemand.

## Biographie
Fils de Samuel-Henri Kœnig, pasteur et professeur à Berne, König devient l'élève de Jean Bernoulli et donne une traduction en français des Éléments d'Euclide. Dans ce livre, se fait sentir l'héritage du formalisme de Pierre Hérigone et de François Viète[réf. souhaitée].
Présenté par Maupertuis, il enseigne les mathématiques à la marquise du Châtelet, et la convertit aux vues de Leibniz, en dépit de Voltaire.
Il devient, vers 1745, professeur de philosophie à Franeker, et en 1749 professeur de philosophie et de droit naturel à La Haye.
Il est correspondant de l'Académie des Sciences de Paris à partir de 1740 et membre de l'Académie de Berlin en 1749.

## Querelle de Maupertuis
Membre de l’Académie de Berlin, König eut à y subir un procès fomenté par Maupertuis, son ancien ami devenu président de cette académie, à cause du principe de moindre action dont Maupertuis s’attribuait l’invention. König ayant publié un fragment d'une lettre de Leibniz disant : « J’ai remarqué que dans les modifications des mouvements, elle [l'action] devient ordinairement un maximum ou un minimum », Maupertuis le dénonça comme un faux, et il s'ensuivit un scandale qui vit Euler rédiger un rapport qui conduisit l'Académie de Berlin à condamner König.
La lettre, « toute leibnizienne de style et d'esprit », a depuis été reconnue authentique, tant par l'enquête de Gerhardt,,, que par la découverte à Gotha d'un exemplaire de cette lettre.
Voltaire prit la défense de König, notamment en publiant un de ses pamphlets les plus comiques, le Docteur Akakia que le roi de Prusse Frederic II fit brûler en place publique le 24 décembre 1752 ; ce qui obligea Voltaire à quitter abruptement Berlin, où il était pensionné par le roi.
De son côté König répliqua en publiant un Appel au public où sont consignées toutes les pièces de cette affaire, dont l'intégralité de la lettre de Leibniz, laquelle expose sa conception de la continuité, définit la quantité d'action en physique, et demeure l'une des plus importantes du volumineux fond leibnizien, quoiqu'elle n'ait guère été republiée depuis.

## Publications
- Johann Samuel König, Élémens de géometrie contenant les six premiers livres d'Euclide,  [lire en ligne].

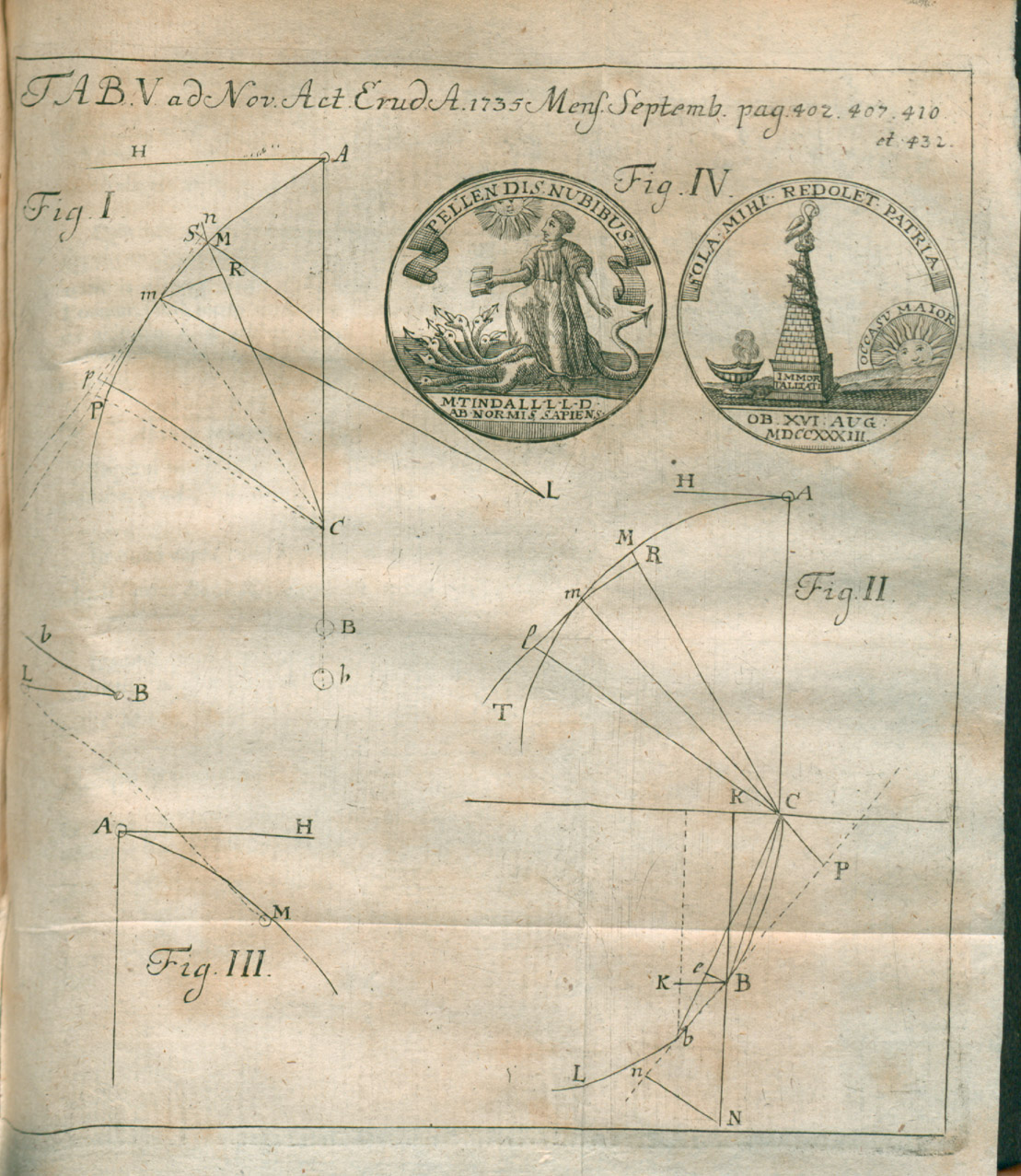
Illustration à De nova quadam facili delineatu trajectoria... publiée sur les Acta Eruditorum, 1735
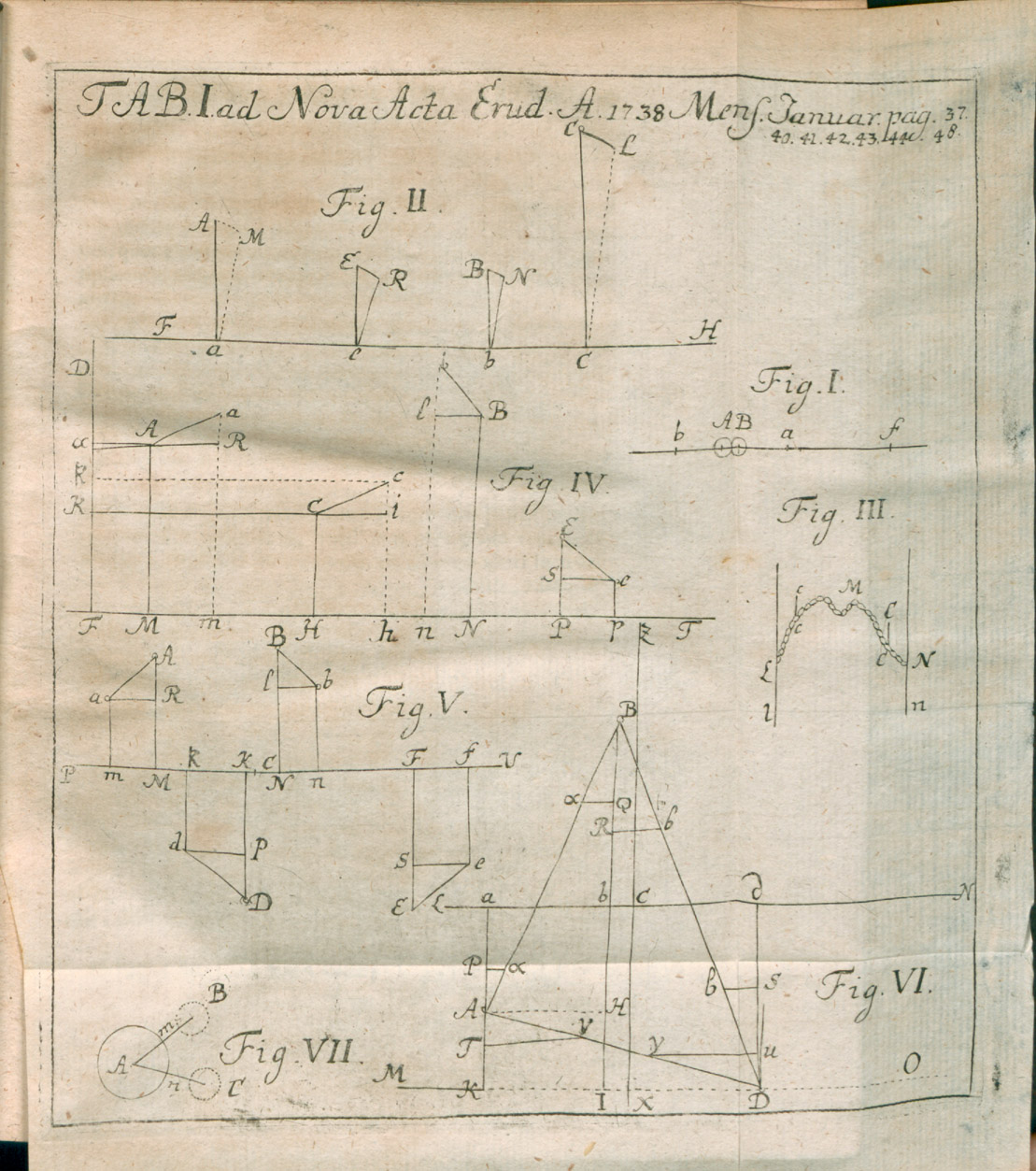
Illustration à De centro inertiae... publiée sur les Acta Eruditorum, 1738
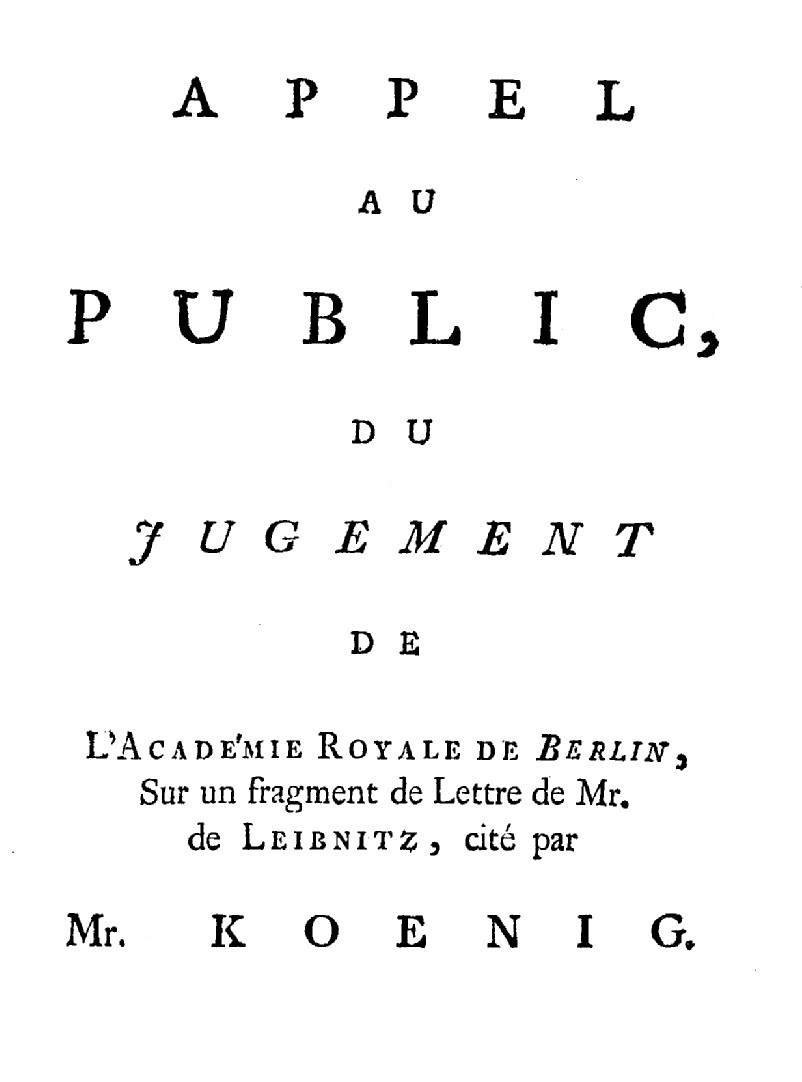
Johann Samuel König, Appel au public du jugement de l'Académie Royale de Berlin, sur un fragment de Lettre de Mr. de Leibnitz cité par Mr. Koenig, Leide, Elie Luzac fils, 1752 (lire sur Wikisource) (sur Gallica).